# صحة فنسنت فان كوخ

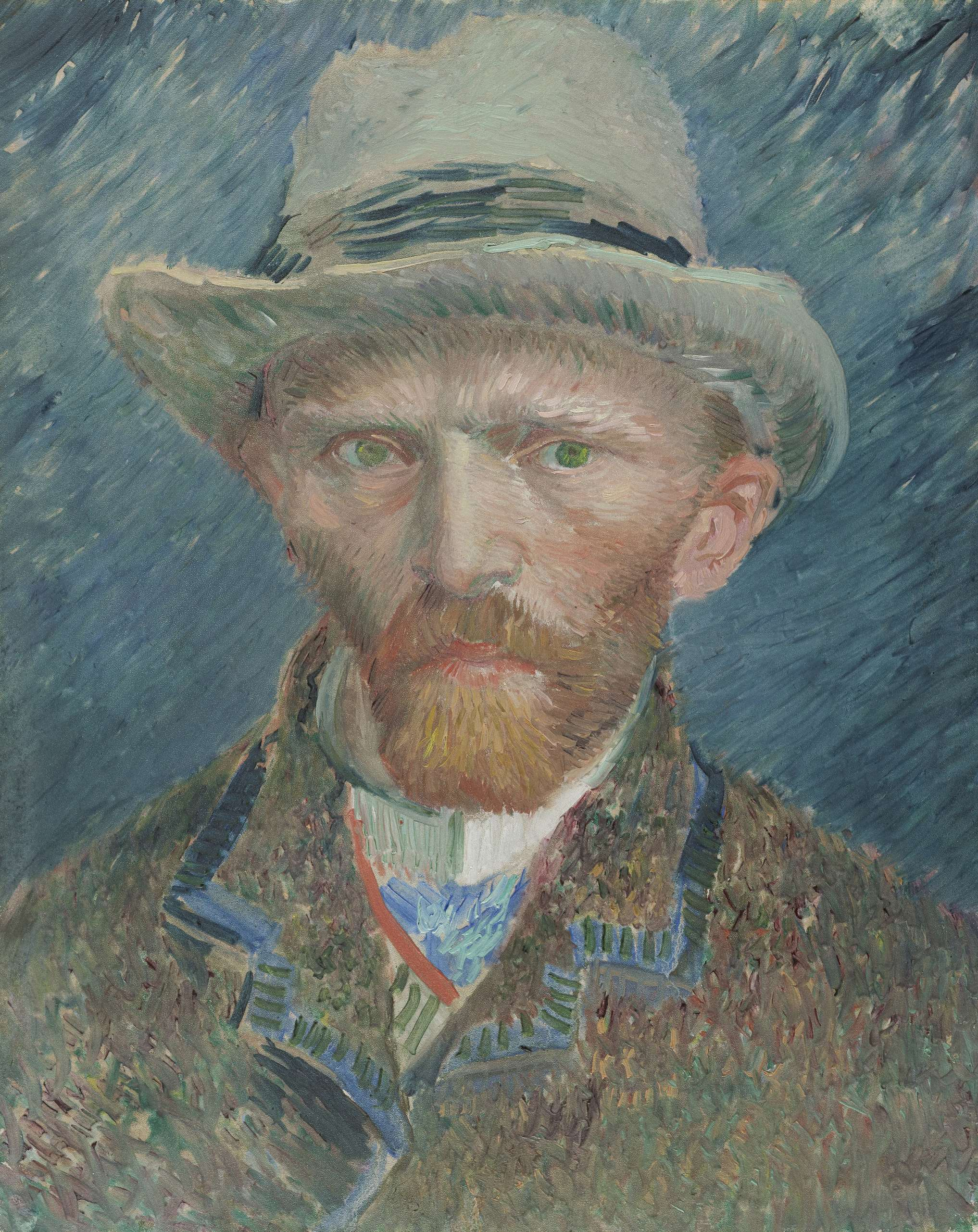
شتاء 1886 - 1887(F 295)ألوان زيتية على لوح.
32*41 سنتيمتر، أمستردام.

لا يوجد إجماع على الحالة الصحية لفنسنت فان جوخ. لكن هناك تقبل عام بأن وفاته في عام 1890 كانت انتحارًا. طرحت العديد من الفرضيات فيما يتعلق بالحالات الطبية المحتملة التي كان يعاني منها. وتشمل هذه الاضطرابات الصرع والاضطراب ثنائي القطب واضطراب الشخصية الحدية وضربة الشمس والبورفيريا المتقطعة الحادة والتسمم بالرصاص ومرض مينيير والفصام والاضطراب الفصامي العاطفي واضطراب تعاطي المخدرات واضطراب إيذاء الذات غير الانتحاري «إيذاء النفس»، إضافة إلى اضطراب القلق.

## الأعراض والخصائص

صورة شخصية (بورتريه) للدكتور فيلكس راي (F500, JH1659)، ألوان زيتية على قماش 1889، معروضة في متحف بوشكن. لم يعجب راي باللوحة وأهداها.

وصفت أعراض كيرة مختلفة في رسائل فان جوخ وفي وثائق أخرى عنه، كسجل المصحة العقلية في سانت ريمي. تشمل تلك الأعراض: سوء الهضم والام المعدة والهلوسة والكوابيس ونوبات الهوس ونوبات الاكتئاب والذهول وشرود الذهن والعجز الجنسي والأرق والقلق.
عانى فان جوخ من نوعٍ من النوبات. في إحدى تلك النوبات، في الثالث والعشرين من ديسمبر 1888، قطع جزءًا من أذنه أو قطعها كلها. نُقل بعد هذه الحادثة إلى مستشفى في آرل، حيث شخصت حالته على أنها «هوس حاد مع هذيان عام». كما اقترح الدكتور فيليكس راي، وهو متدرب شاب في المستشفى، أن فنسنت يعاني «نوعا من الصرع» واصفا إياه بأنه صرع دماغي. وبحلول عام 1890، أصبحت هذه الهجمات أكثر تواترًا. وكانت أطول فترات نوباته وأشدها، حيث استغرقت تسعة أسابيع تقريبًا من فبراير إلى أبريل 1890. وأعقب تلك الهجمات الأولية من الارتباك وفقدان الوعي، فترات من الذهول والتشوش لم يتمكن خلالها بشكل عام من الرسم أو كتابة الرسائل.
من أكثر الشكاوي المتكررة في رسائل فان جوخ هي مشاكل المعدة وسوء الهضم. عانى معها فان جوخ من الهلوسة [10] والكوابيس في بعض الأحيان. وغالبا ما ذكر أنه يعاني الحمى، وأبلغ عن نوبات من الأرق في مواقف كثيرة. لم يستطع النوم لمدة ثلاثة أسابيع قبيل تشخيصه بمرض السيلان في لاهاي (قد يكون الأرق والحمى بسبب مرض معدي). أحيانا ما كان يستغرق في حالة من الذهول. وذكر فان جوخ لشقيقه ثيو عجزه الجنسي في الصيف بعد وصوله إلى آرل، وبعد شهر عندما كتب إلى برنارد أن تلك الحالة لا تزال تزعجه. وعلى الرغم من ذكر فان جوخ الانتحار عدة مرات في رسائله خصوصا مع اقترابه من نهاية حياته، لكن نايفه وسميث لاحظا أن فان جوخ كان معارضًا للانتحار بصورة جوهرية.

## سلوكه
يتفق العديد من المحللين، مثل الطبيب النفسي الأمريكي ديتريش بلومر، على أن أحد الأمراض التي عانى منها فينسينت فان جوخ كان الاضطراب ثنائي القطب. يتراكم هذا المرض العقلي على نفسه وتزداد شدته إذا لم يتم علاجه. يتميز الاضطراب ثنائي القطب بنوبات من الهوس والاكتئاب. تتميز نوبات الهوس بالسلوك المتهور والنشوة والاندفاع. تتميز نوبات الاكتئاب بأعراض الاكتئاب والغضب والتردد والانسحاب الاجتماعي والأفكار المتكررة في كثير من الأحيان عن الموت أو الانتحار. يمكن ملاحظة العديد من هذه الأعراض في سيرته الذاتية، ما يفسر العديد من أفعاله.
نشأ فان جوخ منذ صغره على علاقة قوية بالفن والدين. بعد أن عمل في وكالة أعمال فنية لعمه في هولندا، انتقل إلى مركز بيع آخر في لندن، حيث وقع في حب ابنة مالك منزله، أوجيني لوير. لكن بعد أن رفضت طلب الزواج، أصيب بأول انهيار عقلي، ما جعله يغير حياته كلها لأجل تكريسها للدين. مثلت هذه النكسة في سن العشرين خطوة أولى لانحدار صحته النفسية، والتي انتهت في انتحاره في عام 1890.
تطلع فان جوخ، الذي أصبح الآن مخلصًا رسميًا لكنيسة المسيح، إلى أن يصبح كاهنًا. ومع ذلك، فإن أسلوب حياته الفوضوي لم يتسبب له بغير الإزدراء والإهمال، حيث رفضته من العديد من مدارس اللاهوت في أوروبا حوالي عام 1878. تشيرهذه التقارير عن سلوكه الذي يتباين بين المتهور والمتردد والمندفع إلى أعراض الاضطراب ثنائي القطب.
تفيد بعض تصرفاته بشكل واضح إلى إصابته بالاضطراب ثنائي القطب. أثناء عمله كبائع فني والتي عمل بجهد ليحصل عليها كان فان جوخ ينصح زبائنه بعدم شراء أي من اللوحات لأنها لم تكن ذات قيمة، والذي يمكن تفسيره بصورة جيدة من منظور مرضه النفسي. انتقل فان كوخ كثيرا في السنوات العشر اللاحقة مارّاً بعلاقات كثيرة غير ناجحة، بين بروكسل ولاهاي وباريس، وانتهى به المطاف عام 1886 في شقة أخيه الصغيرة، ضيفاً دون دعوة. وفي أثناء هذه الحياة المتغيرة، بدا أن الفن كان عاملاً مهدئا لصحته النفسية وعواطفه المتقلبة.

انغمس فان جوخ في العديد من العادات التي أضرّت بصحته، كالتدخين وشرب القهوة والكحوليات بإسراف، صاحب ذلك نقصا في وجباته الغذائية وحتى أياما من الصيام. ما أدى إلى إصابته بسوء التغذية. تضير بعض الأدلة أن فان كوخ ربما قد تناول كميات صغيرة من ألوانه، والذي يفسر نوباته الصرعية في بداية عام 1890.